# Cernațke, Novhorod-Siverskîi
Cernațke (în ucraineană Чернацьке) este un sat în comuna Koman din raionul Novhorod-Siverskîi, regiunea Cernihiv, Ucraina.

## Demografie
Componența lingvistică a localității Cernațke
     Ucraineană (84,13%)
     Rusă (15,87%)
Conform recensământului din 2001, majoritatea populației localității Cernațke era vorbitoare de ucraineană (84,13%), existând în minoritate și vorbitori de rusă (15,87%).